# ديفيد تشاستين
ديفيد تشاستين (بالإنجليزية: David T. Chastain)‏ هو منتج أسطوانات وعازف قيثارة وموسيقي وملحن أمريكي، ولد في 31 أغسطس 1963 في أتلانتا في الولايات المتحدة.

## وصلات خارجية
- الموقع الرسمي
- ديفيد تشاستين على موقع ميوزك برينز (الإنجليزية)
- ديفيد تشاستين على موقع أول ميوزيك (الإنجليزية)
- ديفيد تشاستين على موقع ديسكوغز (الإنجليزية)